# 奥托一世 (萨尔姆-霍斯特马尔)
奥托·弗里德里希·卡尔（德語：Otto Friedrich Karl；1833年2月8日—1892年2月15日），出生于科斯费尔德。萨尔姆-霍斯特马尔亲王。是萨尔姆-霍斯特马尔亲王威廉与妻子索尔姆斯-罗德尔海姆的伊丽莎白·安娜·卡洛琳·朱丽·阿梅丽的次子。
1864年6月18日，奥托在波森与利珀-比斯特费尔德女伯爵艾米丽结婚，有六子一女：
- 弗里德里希（Friedrich，1865年6月18日－1871年1月21日）；
- 尤里乌斯（Julius，1866年5月6日－1866年9月24日）；
- 奥托·阿达尔贝特·弗里德里希·奥古斯特·古斯塔夫·亚历山大（Otto Adalbert Friedrich August Gustav Alexander，1867年9月23日－1941年3月2日）；
- 伊丽莎白（Elisabeth，1870年12月18日－1953年7月4日）；
- 威廉（Wilhelm，1872年5月30日－1919年3月28日）；
- 尤里乌斯（Julius，1881年2月24日－1901年8月13日）；
- 埃米希·卡尔·鲁道夫·弗里德里希·威廉·奥托（Emich Karl Rudolf Friedrich Wilhelm Otto，1883年2月5日－1959年5月10日）。